# Grand Prix automobile d'Italie 1968
Résultats du Grand Prix d'Italie de Formule 1 1968 qui a eu lieu sur le circuit de Monza le 8 septembre 1968.

## Classement
| Pos  | N° | Pilote               | Écurie        | Tours | Temps/Abandon          | Grille | Points |
| ---- | -- | -------------------- | ------------- | ----- | ---------------------- | ------ | ------ |
| 1    | 1  | Denny Hulme          | McLaren-Ford  | 68    | 1 h 40 min 14 s 8      | 7      | 9      |
| 2    | 5  | Johnny Servoz-Gavin  | Matra-Ford    | 68    | + 1 min 28 s 4         | 13     | 6      |
| 3    | 8  | Jacky Ickx           | Ferrari       | 68    | + 1 min 28 s 6         | 4      | 4      |
| 4    | 27 | Piers Courage        | BRM           | 67    | + 1 tour               | 17     | 3      |
| 5    | 6  | Jean-Pierre Beltoise | Matra         | 66    | + 2 tours              | 18     | 2      |
| 6    | 3  | Jo Bonnier           | McLaren-BRM   | 64    | + 4 tours              | 19     | 1      |
| Abd. | 20 | Jo Siffert           | Lotus-Ford    | 58    | Suspension             | 9      |        |
| Abd. | 10 | Jack Brabham         | Brabham-Repco | 56    | Pression d'huile       | 16     |        |
| Abd. | 4  | Jackie Stewart       | Matra-Ford    | 42    | Moteur                 | 6      |        |
| Abd. | 15 | David Hobbs          | Honda         | 42    | Moteur                 | 14     |        |
| Abd. | 19 | Jackie Oliver        | Lotus-Ford    | 38    | Transmission           | 11     |        |
| Abd. | 2  | Bruce McLaren        | McLaren-Ford  | 34    | Fuite d'huile          | 2      |        |
| Abd. | 11 | Jochen Rindt         | Brabham-Repco | 33    | Moteur                 | 10     |        |
| Abd. | 26 | Pedro Rodríguez      | BRM           | 22    | Moteur                 | 15     |        |
| Abd. | 21 | Dan Gurney           | Eagle-Weslake | 19    | Moteur                 | 12     |        |
| Abd. | 16 | Graham Hill          | Lotus-Ford    | 10    | Perte d'une roue       | 5      |        |
| Abd. | 14 | John Surtees         | Honda         | 8     | Accident               | 1      |        |
| Abd. | 9  | Chris Amon           | Ferrari       | 8     | Accident               | 3      |        |
| Abd. | 7  | Derek Bell           | Ferrari       | 4     | Distribution d'essence | 8      |        |
| Abd. | 23 | Vic Elford           | Cooper-BRM    | 2     | Accident               | 20     |        |
| Nq.  | 28 | Frank Gardner        | BRM           |       | Non qualifié           |        |        |
| Nq.  | 12 | Silvio Moser         | Brabham-Repco |       | Non qualifié           |        |        |
| Ex.  | 18 | Mario Andretti       | Lotus-Ford    |       | Exclu                  |        |        |
| Ex.  | 25 | Bobby Unser          | BRM           |       | Exclu                  |        |        |

Légende :
- Abd.=Abandon

## Pole position et record du tour
- Pole position : John Surtees en 1 min 26 s 07 (vitesse moyenne : 240,502 km/h).
- Meilleur tour en course : Jackie Oliver en 1 min 26 s 5 au 7e tour (vitesse moyenne : 239,306 km/h).

## Tours en tête
- Bruce McLaren 12 tours (1-6 / 8-12 / 14)
- John Surtees 1 tour (7)
- Jackie Stewart 7 tours (13 / 17-18 / 27 / 30 / /33 / 40)
- Jo Siffert 2 tours (15-16)
- Denny Hulme 46 tours (19-26 / 28-29 / 31-32 / 34-39 / 41-68)

## À noter
- 3e victoire pour Denny Hulme.
- 2e victoire pour McLaren en tant que constructeur.
- 12e victoire pour Ford Cosworth en tant que motoriste.